# ワンロップ・ウィラサクレック
ワンロップ・ウィラサクレック（Wanrop Weerasakreck、1983年11月14日 - ）は、タイの男性ムエタイ選手。コーンケン県出身。WSRフェアテックスジム（西川口ジム）所属。元WPMF世界スーパーバンタム級王者。ワンロップ・バブウェッサーのリングネームで試合を行ったこともある。
得意技は肘打ち。通称『切り裂き魔』と呼ばれ、対戦相手に恐れられている。

## 来歴
8歳で地元のムエタイジムに入り、ムエタイを始めた。幼少時代は、ケンカなどはせず、サッカー好きのスポーツ少年だったという。
プロのリングには、当時から上がっていて、有望な選手だった。しかし、本人曰く「疲れた」という理由で、15歳から18歳までの間はムエタイを止めていた。
2003年3月9日、19歳で来日し、ニュージャパンキックボクシング連盟で桜井洋平と対戦し、判定負け。その後、ウィラサクレック・ジムに所属し、ウィラサクレック会長の指導のもと、その素質が開花した。
2004年にはM-1バンタム級王者となった。その後、バンタム級では相手がいなくなり、スーパーバンタム級に階級を上げた。
2003年から2007年まで、藤原国崇、アトム山田、歌川暁文、藤原あらし、森田晃允、山本真弘、米田貴志、などの日本人選手に勝ち、2003年3月～2007年9月まで2度のドロー以外は日本人に無敗だったので日本人キラーと呼ばれた。2007年10月に藤原あらしに判定負けしリベンジされるも、その後も、寺戸伸近、前田尚紀、山本元気、などの日本人選手に勝つ。
2009年1月18日、代々木第二体育館で開催された『ムエローク Japan 2009』で、WPMF世界スーパーバンタム級王者となった。
2009年9月13日、ディファ有明で開催されたM-1興行で過去1勝1敗の藤原あらしとWPMF世界スーパーバンタム級防衛戦が対戦し、判定負けで王座から陥落。この試合をもって日本ムエタイ・キック界から引退した。

## 戦績
74戦59勝（21KO）10敗5分
| 勝敗 | 対戦相手                         | 試合結果                                    | 大会名 | 開催年月日     |
| ×    | 藤原あらし                       | 5R終了 判定0-2                              | M-1 FAIRTEX SINGHA BEER ムエタイチャレンジ2009 Yod Nak Suu vol.3 【WPMF世界スーパーバンタム級タイトルマッチ】 | 2009年9月13日  |
| ○    | チェ・ジンソン                   | 1R 2:36 TKO（ドクターストップ：目尻カット） | M-1 FAIRTEX SINGHA BEER ムエタイチャレンジ2009 Yod Nak Suu vol.2                                              | 2009年6月21日  |
| ○    | オットノーイ・ソーウォントン     | 5R終了 判定2-0                              | ムエローク Japan 2009 〜最大最強のムエタイ祭り〜 【WPMF世界スーパーバンタム級王座決定戦】                     | 2009年1月18日  |
| ○    | 寺戸伸近                         | 3R終了 判定3-0                              | Krush! 〜Kickboxing Destruction〜                                                                             | 2008年11月8日  |
| ○    | 山本元気                         | 2R 2:04 TKO（ドクターストップ：額カット）   | M-1 FAIRTEX SINGHA BEER ムエタイチャレンジ 「Legend of Elbows 2008 〜YOD MUAY〜」                             | 2008年8月10日  |
| ○    | カノンスック・ウィラサクレック   | 2R 1:38 KO                                  | K-1 WORLD MAX & DREAM Presents AKASAKA FIGHT FESTIVAL【ムエタイマッチ】                                       | 2008年7月5日   |
| ○    | 山本真弘                         | 2R 2:14 KO（3ノックダウン：左肘打ち）       | 全日本キックボクシング連盟「野良犬電撃作戦」                                                                  | 2008年6月22日  |
| ○    | 前田尚紀                         | 1R 2:54 TKO（タオル投入）                   | M-1 FAIRTEX SINGHA BEER ムエタイチャレンジ 「Legend of Elbows 2008 〜MIND〜」                                 | 2008年6月8日   |
| ○    | 寺戸伸近                         | 1R 1:49 TKO（ドクターストップ：頭部カット） | M-1 FAIRTEX SINGHA BEER ムエタイチャレンジ 「Legend of Elbows 2008 〜CRASH〜」                                | 2008年3月9日   |
| ×    | 藤原あらし                       | 5R終了 判定0-3                              | 全日本キックボクシング連盟 「浪漫」 Kick Return Kickboxer of the best 60 Tournament 〜決勝戦〜                | 2007年10月25日 |
| ○    | 米田貴志                         | 2R 2:51 TKO（レフェリーストップ：額カット） | M-1「120th ANNIVERSARY OF JAPAN-THAILAND」                                                                    | 2007年9月24日  |
| ○    | 植山NINJA三千直                  | 3R 1:35 KO                                  | CHAOS MADMAX II「WORLD CHAOS MADMAX 〜公開血闘7番勝負〜」 【ムエタイルール】                                  | 2007年7月21日  |
| ○    | 米田貴志                         | 5R終了 判定2-0                              | ニュージャパンキックボクシング連盟 「FIGHTING EVOLUTION VI 〜進化する戦い〜」                                 | 2007年5月13日  |
| ○    | ゾン・ホング                     | 1R 2:21 TKO（3ノックダウン：左ストレート）  | M-1 FAIRTEX SINGHA BEER ムエタイチャレンジ 〜BATTLES OF FATE 2007〜                                           | 2007年3月4日   |
| △    | 石川直生                         | 5R終了 判定1-0                              | 全日本キックボクシング連盟「New Year Kick Festival 2007」                                                     | 2007年1月4日   |
| ○    | ムアンソン・ソー・プンパンムアン | 5R終了 判定                                 | スッグ・フェアテックス                                                                                        | 2006年9月19日  |
| △    | 山本元気                         | 5R終了 判定0-1                              | 全日本キックボクシング連盟「Triumph」                                                                         | 2006年6月11日  |
| ○    | 山本真弘                         | 3R 2:48 KO（右前蹴り）                      | 全日本キックボクシング連盟「SWORD FIGHT 2006」                                                                | 2006年3月19日  |
| ○    | 森田晃允                         | 1R 1:32 TKO（ドクターストップ：額カット）   | マーシャルアーツ日本キックボクシング連盟 「士道館新春正月興行 〜SURPRISING-1〜」                              | 2006年1月22日  |
| ○    | 藤原あらし                       | 2R 0:20 KO（右肘打ち）                      | 全日本キックボクシング連盟「SWORD FIGHT」                                                                     | 2005年10月16日 |
| ○    | 歌川暁文                         | 1R 1:06 TKO（ドクターストップ：右瞼カット） | SHOOT BOXING WORLD TOURNAMENT S-cup 2004 【オープニングマッチ】                                               | 2004年9月19日  |
| ○    | アトム山田                       | 3R 0:45 TKO（ドクターストップ：額カット）   | 第3回 M-1 ムエタイチャレンジ                                                                                  | 2004年4月11日  |
| ○    | ジョータナン・ルゥードップ       | 5R終了 判定3-0                              | マーシャルアーツ日本キックボクシング連盟「SUPREME-1 〜最高のキック〜」                                        | 2004年1月18日  |
| ○    | 藤原国崇                         | 3R 1:59 TKO（レフェリーストップ：カット）   | MUAY THAI CHALLENGE M-1                                                                                       | 2003年11月2日  |
| ○    | 藤原国崇                         | 5R終了 判定3-0                              | ニュージャパンキックボクシング連盟「VORTEX III 〜旋風〜」                                                     | 2003年5月16日  |
| ×    | 桜井洋平                         | 5R終了 判定0-3                              | ニュージャパンキックボクシング連盟「VORTEX II 〜旋風〜」                                                      | 2003年3月9日   |

## 獲得タイトル
- 初代M-1バンタム級王座
- WPMF世界スーパーバンタム級王座